# پاول بلیایف
پاول بلیایف (به انگلیسی: Pavel Belyayev) فضانورد اهل اتحاد شوروی است که در ۲۶ ژوئن ۱۹۲۵ در Vologda Oblast زاده شد. وی در مأموریت وسخود-۲ حضور داشته است.